# Issachar

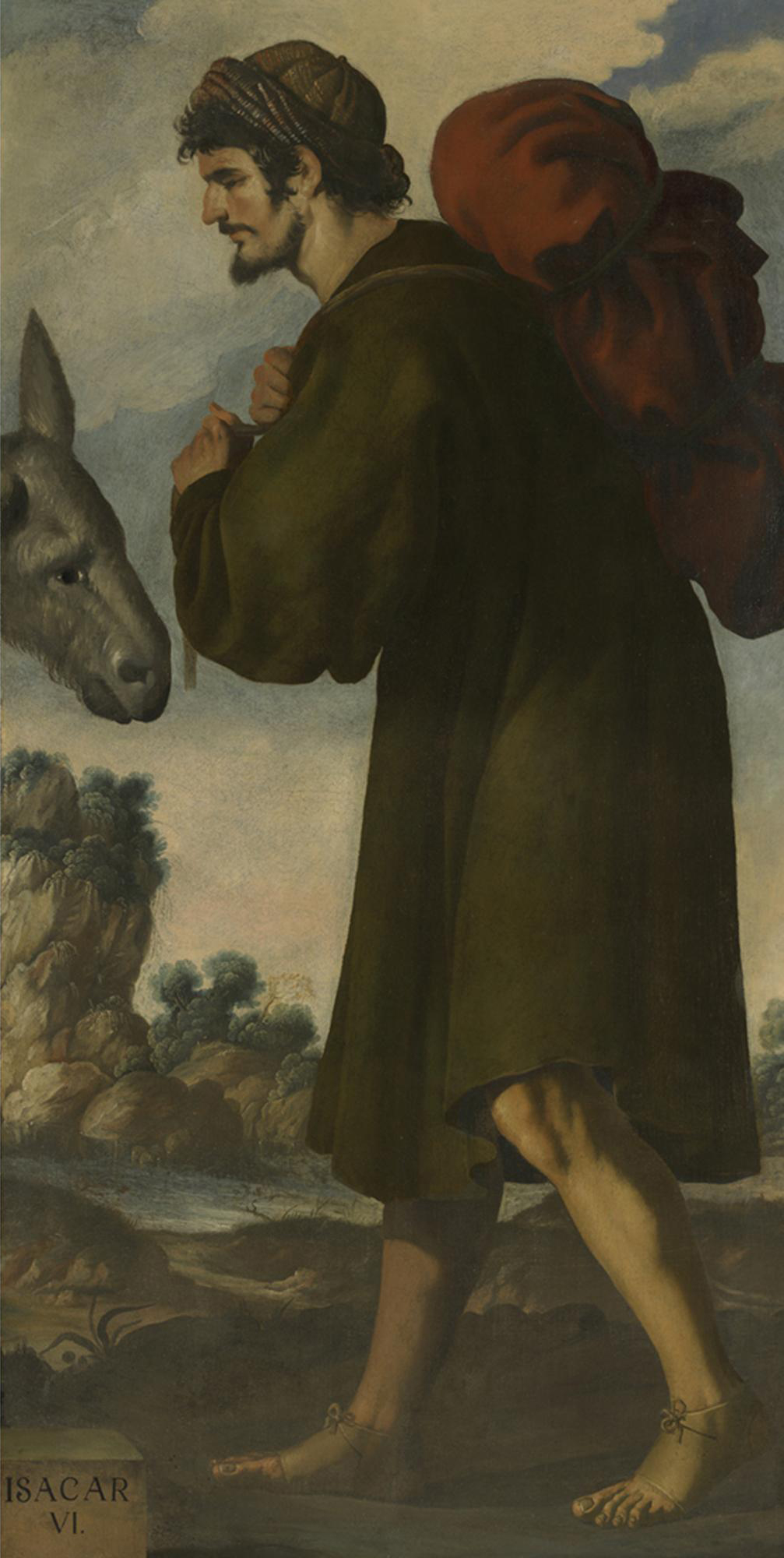
Issachar in un dipinto di Zurbarán

Issachar era il nono figlio di Giacobbe, il quinto con la prima moglie, Lia.

È anche il nome di una tribù israelitica.
Il nome è ebraico e può essere scritto anche Yissachar o Issacar, trascritto in lingua ebraica יִשָּׂשׁכָר, vocalizzazione standard Yissaḫar, oppure  vocalizzazione tiberiense  Yiśśâḵār.

Significa egli è un salario o uomo di salario.
Il nome di Issachar viene spiegato nel libro della Genesi capitolo 30, versetto 18: Lia disse, "Dio mi ha dato la mia ricompensa perché ho concesso la mia ancella a mio marito (come concubina)", e lo chiamò Issachar.

La frase non ha un significato immediato. La nascita di Issachar è in realtà un racconto che occupa i capitoli 29 e 30.

## Lia e Rachele
Giacobbe si era innamorato di Rachele e per averla dovette lavorare sette anni da suo padre Labano. Ma questi agì con inganno e il giorno del matrimonio sostituì Rachele con sua sorella Lia, più grande e, racconta Gn 29,17, dagli occhi smorti.

Giacobbe poi ottenne comunque Rachele, bella di forme e di avvenente aspetto, e la amò più di Lia.
Lia però era più fertile di Rachele ed ebbe sette figli mentre Rachele solo due, Giuseppe e Beniamino, partorendo il quale morì.
Da Gn 19:31 a Gn 30:24 vengono raccontate le dodici gravidanze, come una guerriglia tra le due mogli e i nomi scelti per i figli rispecchiano la posizione della madre in questa battaglia.
Inoltre facevano giacere il marito con la propria ancella, Bila per Rachele e Zilpa per Lia, che ebbero due gravidanze a testa.
Lia però pare abbia avuto un risentimento a farsi sostituire, lei così fertile, dalla serva Zilpa.
Genesi 30:14-18 racconta che un giorno Ruben, primogenito, figlio di Lia, andò a coglier mandragore per donarle alla madre.

Ma Rachele ne chiese per sé. Al che Lia volle qualcosa in cambio e chiese una notte con Giacobbe, una notte che sarebbe dovuta toccare a Rachele.

Questa acconsentì. E Lia rimase incinta di Issachar.
Lia gridò di giubilo poiché era in là con gli anni ma JHWH l'aveva ricompensata con un quinto figlio ufficiale, dopo i due naturalizzati di Zilpa, Gad e Aser.

Ecco il senso del versetto 18 Dio mi ha dato il mio salario, per aver dato la mia schiava a mio marito.

## Tribù di Issachar

Simbolo della tribù di Issachar

Issachar ebbe quattro figli che lo accompagnarono nella migrazione della famiglia di Giacobbe in Egitto.
Dopo l'esodo la sua tribù si stabilì nella valle di Jezreel e nei bassi monti ad est del monte Tabor.
La benedizione di Giacobbe, amministrata in Egitto e registrata nella Genesi 49:14-15, descrive Issachar come "un asino forte" che "divenne uno schiavo ai lavori forzati", forse indicando che la tribù di Issachar era soggetta al dominio dei cananei di quella regione.
Tra i suoi figli vi è Tola, capostipite dei tolaiti. Tra i suoi discendenti vi è l'omonimo giudice Tola, e due re di Israele: Baasa e suo figlio Ela.